# Tanluan
Tanluan (chiń. 曇鸞; jap. Donran; ur. 476, zm. 542) – chiński mnich buddyjski związany ze Szkołą Czystej Krainy.

## Biografia
Pochodził z rejonu góry Wutai. Był to północny rejon Chin, który nieustannie był infiltrowany przez ludy niechińskiego pochodzenia. W stosunku do reszty Chin, rejon ten wykazywał spadek kulturalnego poziomu ludności. Ludzie tam mieszkający mieli skłonności do takiego rodzaju buddyzmu, który podkreślał magię, omeny, mistyczne sformułowania i jasnowidztwo. Wiele sutr buddyjskich, które powstały w tym rejonie, swoimi treściami zaspokajały potrzeby tych ludzi.
W biografii Tanluana znajduje się opowieść o jego chorobie. Gdy zdrowiał, nagle zobaczył niebiańską bramę otwierającą się przed nim. Ta wizja sprawiła, że dalszą część życia zamierzał poświęcić poszukiwaniu eliksiru nieśmiertelności. Usłyszał o pewnym taoistycznym mistrzu na południu - Tao Hongjingu (452-536), który podobno posiadał taką formułę. Udał się do niego i od taoistów otrzymał tekst Xian jing (Sutra o nieśmiertelnych). Gdy wracał z południa Chin do domu, spotkał po drodze mnicha buddyjskiego Bodhiruciego, który powiedział mu, że w buddyzmie jest sformułowanie, które prowadzi do osiągnięcia wiecznego życia i jest doskonalsze od sformułowania taoistycznego. Następnie Bodhiruci nauczył go tekstów związanych z Czystą Krainą. Wywarły one taki wpływ na Tanluana, że porzucił tekst taoistyczny i całkowicie skoncentrował się na osiągnięciu Zachodniego Raju. Jego nawrócenie nastąpiło około 530 r. Przez resztę życia propagował nauki Czystej Krainy.
Gdy umierał zebrało się wokół niego ponad 300 jego uczniów, którzy śpiewali Emituofo (Amitabha).  